# Giovanni Baglione

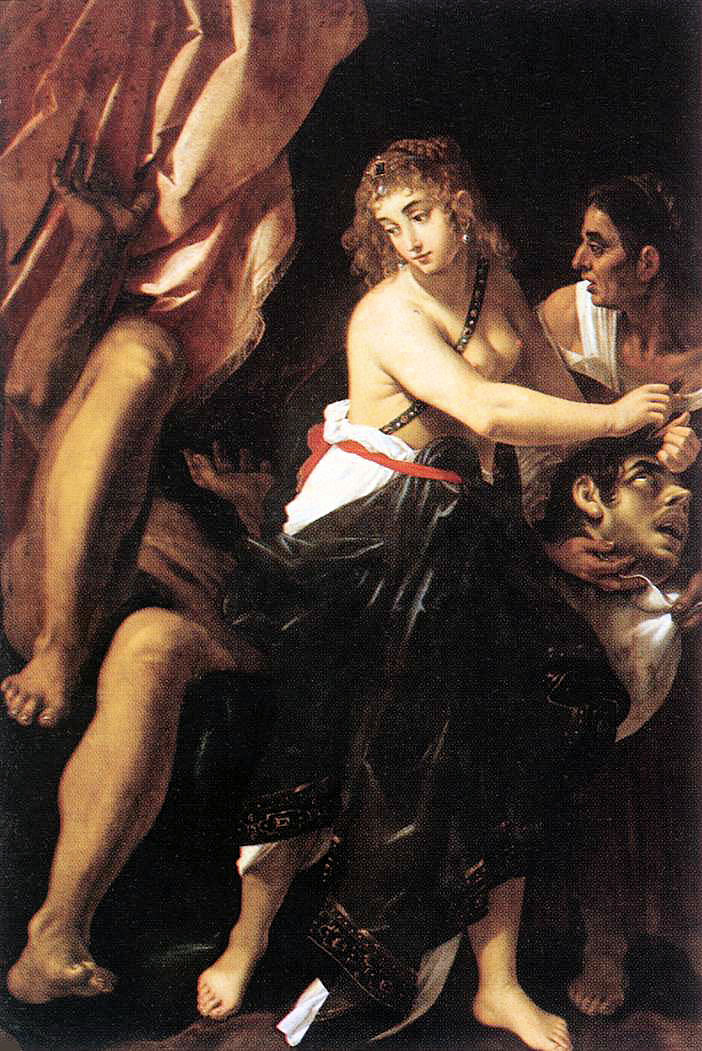
Giovanni Baglione – ”Judit med Holofernes huvud” (1608). Galleria Borghese, Rom

Giovanni Baglione, född 1566 i Rom, död 30 december 1643 i Rom, var en italiensk målare under barocken.
Baglione var elev till målaren Francesco Morelli och målade initialt i en senmanieristisk stil.
Baglione publicerade 1642 Le vite de' pittori, scultori ed architetti, en konsthistoria om den samtida romerska konsten. Trots att Baglione i detta verk visar på en fientlig inställning till Caravaggio, fick hans egen konst omkring 1600 en ytlig likhet med Caravaggios, särskilt beträffande chiaroscuro.
Hans främsta verk är fresker i Cappella Borghese i basilikan Santa Maria Maggiore, beställda av påven Paulus V. För kyrkan Santa Maria dell'Orto i Trastevere målade han fresker med scener ur Jungfru Marias liv. I denna kyrka kan man även beskåda målningen av den helige Sebastian. Ett utmärkt exempel på Bagliones virtuositet är Nattvarden i kyrkan San Nicola in Carcere i närheten av Marcellusteatern.